# 1686 De Sitter
Az 1686 De Sitter (ideiglenes jelöléssel 1935 SR1) a Naprendszer kisbolygóövében található aszteroida. Hendrik van Gent fedezte fel 1935. szeptember 28-án, Johannesburgban.